# Prensa de vara
Prensa de vara é um dispositivo utilizado há muitos séculos na produção de vinho e azeite. As suas necessidades de mão de obra, bem como as baixas cadências produtivas que lhe são inerentes, fizeram com que deixasse progressivamente de ser utilizada. Em Portugal, há conhecimento de um exemplar do século XIX, que é ainda objeto de uma utilização profissional na produção de vinho.

## História
Na produção de vinho, a prensa de vara, também conhecida como “prensa de vara e fuso” ou “prensa romana”, destinava-se a esmagar as uvas, para obtenção do mosto. Os cachos de uvas eram colocados dentro de um cincho ou simplesmente empilhados no interior do lagar. Em seguida aqueles cachos eram cobertos com uma tampa de madeira (também conhecida como porta) e depois fazia-se descer a vara do fuso, que assim ia apertando e espremendo as uvas. A pedra colocada na extremidade do fuso ia levantando à medida que este rodava. A vara era constituída por uma grande peça de madeira, provida normalmente da concha (cabeça), ligando-se pela outra extremidade a uma das paredes do lagar.
A manobra da vara era muito trabalhosa e este tipo de prensa não era adequado para a produção de grandes quantidades de vinho nem permitia cadências muito rápidas. Assim, já no século XIX, as prensas de vara começaram a ser substituídas por outros modelos, que eram mais fáceis de operar.
A prensa de vara foi também muito utilizada na produção de azeite.
No Arquivo Nacional da Torre do Tombo (em Lisboa) encontra-se o livro Apocalipse do Lorvão, do século XII, o qual já inclui o registo iconográfico da prensa de vara.

## Em Portugal
Em Portugal, a prensa de vara caiu em desuso, sendo atualmente encarada como peça de museu.
Na vila de Castelo de Paiva existe um exemplar do século XIX, o qual se encontra ainda em funcionamento para a produção de vinho.

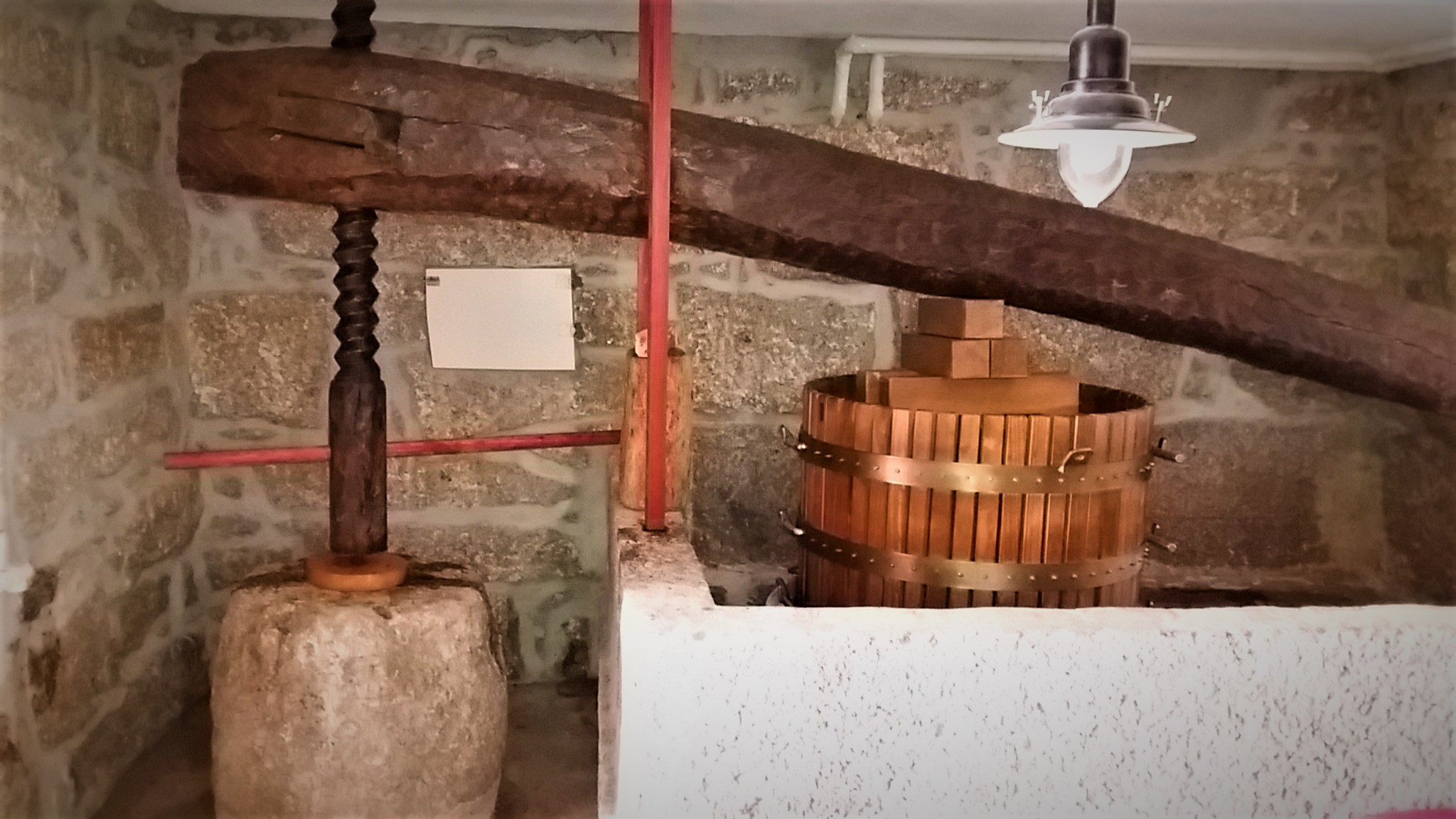
Prensa de vara